# Cửu Như

Vị trí tại Bình Đông

Cửu Như (tiếng Trung: 九如鄉; bính âm: Jiǔrú Xiāng) là một hương (xã) của huyện Bình Đông, tỉnh Đài Loan, Trung Hoa Dân Quốc (Đài Loan). Hương có địa hình bằng phẳng, địa hình hơi dốc từ đông bắc xuốn tây nam. Cửu Như có diện tích 42,0187 km², dân số vào tháng 8 năm 2011 là 22.791 người thuộc 6.610 hộ gia đình, mật độ cư trú đạt 542,4 người/km².